# Бурірам Юнайтед
Футбольний клуб «Бурірам Юнайтед» або просто «Бурірам Юнайтед» (тай. สโมสรฟุตบอลบุรีรัมย์ ยูไนเต็ด) — тайський футбольний клуб із міста Бурірам. Клуб виступає у Прем'єр Лізі.

## Емблема
На емблемі зображений вхід до руїн кхмерської фортеці Прасат Муанг Там, що розміщена у провінції Бурірам. 

## Досягнення
- Чемпіонат Таїланду:
  -  Чемпіон (9): 2008, 2011, 2013, 2014, 2015, 2017, 2018, 2021-22, 2022-23

- Кубок Футбольної асоціації Таїланду з футболу:
  -  Володар (6): 2011, 2012, 2013, 2015, 2021-22, 2022-23

- Кубок тайської ліги:
  -  Володар (6): 2011, 2012, 2013, 2015, 2021-22, 2022-23

- Кубок Короля Таїланду:
  -  Володар (4): 2013, 2014, 2015, 2016

- Клубний чемпіонат Меконгу
  -  Чемпіон (2): 2015, 2016

- Кубок Чемпіонів Таїланду
  -  Володар (1): 2019